# タガログ語の文法
タガログ語は動詞が先頭にくるVSO型の語順を持つ。
目上や年上の人との会話には「po」を文章の最後に付ける。「po」をつけた敬語表現では相手が1人でも必ず二人称を複数形にする。

## マーカー
主（格）語や目的語などの項は、マーカー（標識）と呼ばれる語を前に伴って、動詞の後ろに置かれる。マーカーには、話題を示すang（日本語の「は」に相当）、主（格）語や目的語を表すng（「が」「を」などに相当）、場所などを表すsa（「に」などに相当）がある。マーカーのngはnangと発音する。文には話題を示すangが含まれるのが普通であり、タガログ語は話題卓越性言語に含められる。
これらのマーカーの形は一般名詞か人名かによって、また数に応じて変化する。また、代名詞にはマーカーが付かず、マーカーの区別に応じて代名詞自体の形が変化する。変化は以下の通りである。なお、複数を表すmgaはmangaと発音する。
|                      | ang形   | ng形   | sa形   |
| -------------------- | ------- | ------ | ------ |
| 一般名詞（単数）の前 | ang     | ng     | sa     |
| 一般名詞（複数）の前 | ang mga | ng mga | sa mga |
| 人名（単数）の前     | si      | ni     | kay    |
| 人名（複数）の前     | sina    | nina   | kina   |

|                                       | ang形               | ng形  | sa形        |
| ------------------------------------- | ------------------- | ----- | ----------- |
| 一人称単数                            | ako                 | ko    | (sa) akin   |
| 二人称単数                            | ka （文頭ではikaw） | mo    | (sa) iyo    |
| 三人称単数                            | siya                | niya  | (sa) kaniya |
| 一人称複数 除外形（聞き手を含まない） | kami                | namin | (sa) amin   |
| 一人称複数 包括形（聞き手を含む）     | tayo                | natin | (sa) atin   |
| 二人称複数                            | kayo                | ninyo | (sa) inyo   |
| 三人称複数                            | sila                | nila  | (sa) kanila |

二人称複数は1人に対する敬称として目上の人や老人に対して使われることもある。
|                        | ang形 | ng形       | sa形  |
| ---------------------- | ----- | ---------- | ----- |
| 近称（「これ」に相当） | ito   | nito       | dito  |
| 中称（「それ」に相当） | iyan  | niyan      | diyan |
| 遠称（「あれ」に相当） | iyon  | niyon/noon | doon  |

### 焦点
動詞には焦点接辞と呼ばれる要素が付く。これはang形のついた話題の要素が主（格）語、目的語などのどれにあたるのかを示す働きがある。ng形のついた要素の役割もこれによって間接的に決まる。焦点には行為者焦点、目標焦点、場所焦点などがある。行為者焦点を能動態、目標焦点を受動態という場合もある。
| 行為者焦点 | mag-; -um-; ma- |
| 目標焦点   | -in; -an; i-    |
| 場所焦点   | -an; pag- -an   |
| 恩恵焦点   | i-; ipag-       |
| 道具焦点   | ipang-          |

ang形を話題マーカーとすれば、目標焦点は日本語の「あのケーキは花子が食べた」のような言い方に当たる。
なお、ang形を話題マーカーでなく格マーカーと見る考えも存在する。タガログ語では行為者焦点よりも目標焦点の方が一般的な表現法で、この点から「受動態が頻繁に用いられる」といわれてきた。ところがang形を格マーカーと見れば、これを絶対格と見、またng形を能格と見て、タガログ語を能格言語と見ることも可能である。

#### -um-
行為者焦点の接辞-um-は他のものと異なり、動詞の語根の中に挿入される形をとる。
1. 不定相および完了相は語根の最初の子音と最初の母音との間に-um-を挿入する。
2. 未完了相は1.と同様の操作を行った後、更に語根の最初の子音と最初の母音を繰り返す。
3. 未然相は語根の最初の子音と最初の母音の繰り返しを語根の前に置く。-um-は現れない。

子音を赤、母音を青で表すと以下の表の様になる。
| 語根 | 不定相                   | 完了相            | 未完了相                | 未然相              |
| ---- | ------------------------ | ----------------- | ----------------------- | ------------------- |
| kain | kumain 〈食べる/食べろ〉 | kumain 〈食べた〉 | kumakain 〈食べている〉 | kakain 〈食べよう〉 |

ただし、語根がdで始まる場合は例外的に二番目に現れる繰り返しの子音がrとなる。
| 語根 | 不定相               | 完了相            | 未完了相                | 未然相            |
| ---- | -------------------- | ----------------- | ----------------------- | ----------------- |
| daan | dumaan 〈通る/通れ〉 | dumaan 〈通った〉 | dumaraan 〈通っている〉 | daraan 〈通ろう〉 |

また、語頭が母音で始まるものは、以下の様になる。
| 語根 | 不定相               | 完了相            | 未完了相               | 未然相           |
| ---- | -------------------- | ----------------- | ---------------------- | ---------------- |
| inom | uminom 〈飲む/飲め〉 | uminom 〈飲んだ〉 | umiinom 〈飲んでいる〉 | iinom 〈飲もう〉 |

### アスペクト
動詞はこのほか、完了や継続などのアスペクトに応じて、それぞれの焦点の区別ごとに4通りに変化する。なお、単純に過去や未来を表す時制はない。
| 不定相 | 完了相   |
| 未然相 | 未完了相 |

不定相不定詞や命令として用いる。
完了相開始され、完了している出来事。
未然相まだ開始していない出来事。
未完了相開始され、まだ完了していない出来事。例えば習慣や継続中の出来事を表す。

### リンカー
名詞の修飾には、リンカー（繋辞）と呼ばれる要素を修飾語と被修飾語のあいだに置くことで示す（どちらを左に、どちらを右に置くかは必ずしも一定しない）。リンカーは母音やnのあとではng、子音のあとではnaである。

### 語彙
語彙はタガログ語固有のもの以外に、歴史的事情からスペイン語および近年では英語からの外来語が多い。綴りはタガログ語風に改められるのが普通で、発音も原語と多少異なる場合がある。ただし、スペイン語や英語に由来する地名や人名に限っては、スペイン語や英語本来のつづりが用いられる。このほか、福建語、マレー語、アラビア語の影響を強く受けている。

### 数詞
（　）内はスペイン語からの借用語で、時刻を言うときなどに用いる。
- isa (uno/una) - 1 (1時は『ala una』)
- dalawa (dos) - 2 (2時は『alas dos』)
- tatlo (tres) - 3 (3時は『alas tres』)
- apat (kuwatro) - 4 (4時は『alas kuwatro』)
- lima (singko) - 5 (5時は『alas singko』)
- anim (seis) - 6 (6時は『alas seis』)
- pito (siyete) - 7 (7時は『alas siyete』)
- walo (otso) - 8 (8時は『alas otso』)
- siyam (nuwebe) - 9 (9時は『alas nuwebe』)
- sampu (diyes) - 10 (10時は『alas diyes』)
- labing-isa (onse) - 11 (11時は『alas onse』)
- labing-dalawa (dose) - 12 (12時は『alas dose』)

時刻表現の例。
- 「朝5時」は「alas singko ng umaga」
- 「朝8時半」は「alas otso y medya ng umaga」（『y medya』は半分）
- 「正午」は「alas dose ng tanghali」または「alas dose en punto」
- 「昼の3時」は「alas tres ng hapon」
- 「夜6時45分」は「alas seis kuwarenta y singko ng gabi」（『kuwarenta y singko』は45）
- 「深夜12時」は「alas dose ng hatinggabi」
- 「深夜3時」は「alas tres ng madaling-araw」（『madaling-araw』は早朝を意味する）